# 1406 w polityce
Wydarzenia polityczne w 1406 roku.

## Wydarzenia
- 30 listopada – Angelo Correr zostaje papieżem.
- Szkocki książę Jakub, syn Roberta III Stewarta, dostaje się do angielskiej niewoli, w której spędzi 18 lat.

## Zmarli
- 4 kwietnia – Robert III Stewart, król Szkocji.